# Provincia de El Loa
Provincia de El Loa är en provins i Chile.   Den ligger i regionen Región de Antofagasta, i den norra delen av landet, 1 200 km norr om huvudstaden Santiago de Chile. Antalet invånare är 142 686. Arean är 42 000 kvadratkilometer.
Terrängen i Provincia de El Loa är mycket bergig.
Provincia de El Loa delas in i:
- Calama
- Ollague
- San Pedro de Atacama

Omgivningarna runt Provincia de El Loa är i huvudsak ett öppet busklandskap. Trakten runt Provincia de El Loa är nära nog obefolkad, med mindre än två invånare per kvadratkilometer.